# العائدون إلى المنافي

العائدون إلى المنافي ديوان شعري للكاتب فريد حسين ياغي حائز على جائزة الشارقة للإبداع العربي الدورة 17 وصادر عن دائرة الثقافة و الإعلام في الشارقة لعام 2014.
الديوان 168 صفحة مقسّم إلى ثلاثة أبواب:
1- على حدود الروح: ويتناول هذا الباب القضايا الوجدانيّة والإنسانيّة في حياة الشّاعر.
2- العائدون إلى المنافي: يختص هذا الباب في الحديث عن الموت وما يحدث بعده وهو الباب الرئيسي في الديوان.
3- الفصل الخامس: يسترسل هذا الباب في شرح مفصّل لبعض الشخصيّات المفصليّة في الحياة كالشاعر والفيلسوف والفلاح والأب والنبي بطريقة شعريّة مسهبة.